# Kania urdanetensis
Kania urdanetensis är en myrtenväxtart som först beskrevs av Adolph Daniel Edward Elmer, och fick sitt nu gällande namn av Peter G.Wilson. Kania urdanetensis ingår i släktet Kania och familjen myrtenväxter. Inga underarter finns listade i Catalogue of Life.